# Estación de Torrijos
Torrijos es una estación ferroviaria situada en el municipio español de Torrijos en la provincia de Toledo, comunidad autónoma de Castilla-La Mancha. Cuenta con servicios de Larga y Media Distancia operados por Renfe.

## Situación ferroviaria
Según Adif la estación se encuentra en el punto kilométrico 85,4 de la línea férrea 500 de la red ferroviaria española que une Madrid con Valencia de Alcántara, entre las estaciones de Illescas y de Erustes. Este kilometraje se corresponde con el trazado clásico entre Madrid y la frontera portuguesa por Talavera de la Reina y Cáceres. El tramo es de vía única y está sin electrificar.

## Historia
La estación fue inaugurada el 20 de junio de 1876 con la apertura al tráfico del tramo Madrid-Torrijos de la línea que pretendía conectar la capital de España con Malpartida de Plasencia buscando así un enlace con la frontera portuguesa más directo al ya existente por Badajoz. Las obras corrieron a cargo de la Compañía del Ferrocarril del Tajo. En 1880 dicha compañía pasó a ser conocida bajo las siglas MCP que aludían al trazado Madrid-Cáceres-Portugal una vez finalizadas las obras de las líneas Madrid-Malpartida, Malpartida-Cáceres y Cáceres-Frontera. A pesar de contar con este importante trazado que tenía en Madrid como cabecera a la estación de Delicias la compañía nunca gozó de buena salud financiera siendo intervenida por el Estado en 1928 quien creó para gestionarla la Compañía Nacional de los Ferrocarriles del Oeste. En 1941, con la nacionalización de la totalidad de la red ferroviaria española la estación pasó a ser gestionada por RENFE. Desde el 31 de diciembre de 2004 Renfe Operadora explota la línea mientras que Adif es la titular de las instalaciones ferroviarias. En 2006 fue ampliamente restaurada.

## La estación

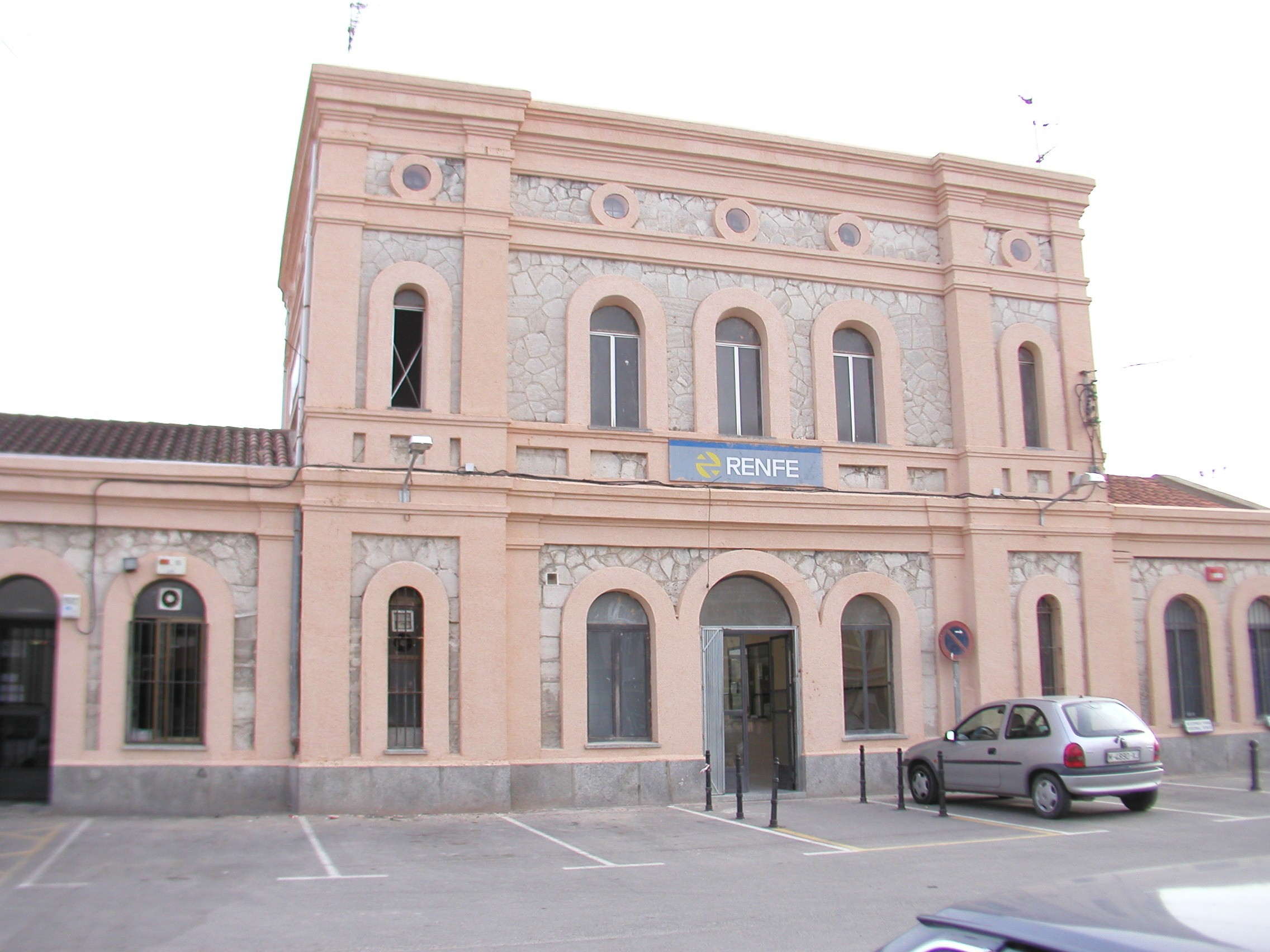
La estación en 2007

La estación de tren de Torrijos es una de las obras más singulares del municipio, siguiendo como base el esquema de los recintos de su categoría. Destaca por el uso de piedra berroqueña en su construcción y por su decoración basada en arcos de medio punto y vanos circulares. Cuenta con dos andenes, uno lateral y otro central al que acceden tres vías. Otras dos vías carecen de andén y prácticamente de uso.

## Servicios ferroviarios

### Media Distancia
En esta estación efectúan parada todos los trenes que cubren los servicios Regional, Regional Exprés (antiguamente denominado TRD) y MD de la línea 52 de Media Distancia. Así pues, desde la estación de Torrijos hay servicio directo a Sevilla, Badajoz, Cáceres, Mérida, Plasencia, Talavera de la Reina y Madrid entre otras ciudades.
| Línea MD            | Trenes             | Origen/Destino                      |  | Destino/Origen                                     |
| ------------------- | ------------------ | ----------------------------------- |  | -------------------------------------------------- |
| 52 Zafra-Sevilla 72 | MD                 | Madrid-Atocha Cercanías             |  | Plasencia Cáceres Mérida Zafra Sevilla-Santa Justa |
| 52                  | Regional Exprés    | Madrid-Atocha Cercanías             |  | Plasencia Cáceres                                  |
| 52                  | Regional Exprés MD | Madrid-Atocha Cercanías Fuenlabrada |  | Talavera de la Reina                               |